# پروت (آلاباما)
پروت (به انگلیسی: Perote) یک منطقهٔ مسکونی در ایالات متحده آمریکا است که در آلاباما واقع شده‌است. پروت ۱۴۶٫۹۲ متر بالاتر از سطح دریا واقع شده‌است.